# Gasthaus Benedikt Breitner
Das Gasthaus Benedikt Breitner in Gerolsbach, einer Gemeinde im oberbayerischen Landkreis Pfaffenhofen an der Ilm, wurde 1716 als Propstei errichtet. Das Gasthaus an der Propsteistraße 7 ist ein geschütztes Baudenkmal.
Der zweigeschossige, traufseitige Steilsatteldachbau hat drei zu sechs Fensterachsen.   
Über dem Eingang ist eine Relieftafel mit der Muttergottes auf der Mondsichel und einer lateinischen Inschrift angebracht.